# Johnius trewavasae
Johnius trewavasae är en fiskart som beskrevs av Sasaki 1992. Johnius trewavasae ingår i släktet Johnius och familjen havsgösfiskar. IUCN kategoriserar arten globalt som otillräckligt studerad. Inga underarter finns listade i Catalogue of Life.